# 빙 휴먼 (2008년 드라마)
빙 휴먼(Being Human)은 2008년 2월 18일부터 2013년 4월까지 BBC Three에서 방영하여 시즌 5로 종료된 드라마

## 줄거리
뱀파이어와 늑대인간, 유령의 우정과 인간으로 살기 위한 고군분투기

## 캐스트
- 마이클 소샤
- 에이단 터너
- 러셀 토비
- 레노라 클리크로우
- 제이슨 왓킨스
- 데미언 몰로니